# S Ori 70
S Ori 70 är en ensam stjärna belägen i den södra delen av stjärnbilden Orion i förgrunden av stjärnhopen σ Orionis. Den har en skenbar magnitud av ca 20,07 och kräver ett teleskop med kamera för att kunna observeras. Den beräknas befinna sig på ett avstånd på ca 1 150 ljusår (352 parsek) från solen. Den upptäcktes den 24 november 2002 av M. R. Zapatero-Osorio och E. L. Martins team vid Roque de los Muchachos-observatoriet. Det har ännu inte fastställts om det är en brun dvärg eller en 3 miljoner år gammal exoplanet som ingår i ett kluster.

## Egenskaper
Primärstjärnan S Ori 70 är en röd till orange stjärna i huvudserien av spektralklass T6. Den uppskattas ha en massa som är lika med ca 3 jupitermassor. Nära infraröda spektroskopibilder tagna tre år efter upptäckten ledde till de första rörelsemätningarna för S Ori 70. Dess beteende skiljer sig väsentligt från vad som kan förväntas och beskrevs vidare som antingen en låggravitationsatmosfär eller en atmosfär med metallicitet. Objektets lilla egenrörelse tyder på att det är längre bort än förväntat om det vore en enstaka T-dvärg.